# Parodie
Parodie je přetvoření původního obsahu (formou satiry) do směšného charakteru. Imituje originální dílo, na něco naráží, zdůrazňuje chyby nebo naopak záměrně dělá vše přehnaně dokonale (přehání dokonalost či bezchybnost). Nejčastěji se dá parodie nalézt ve filmu, literatuře a hudbě.

## Příklady parodií
filmové / divadelní
- Kancl – americký seriál
- Limonádový Joe – česká filmová parodie na westerny, natočená podle stejnojmenné knihy a divadelní hry Jiřího Brdečky
- Adéla ještě nevečeřela – česká filmová parodie laciných detektivek
- Tajemství hradu v Karpatech – česká filmová komedie, parodie na vědeckofantastickou a dobrodružnou literaturu
- Kdo chce zabít Jessii? – česká filmová komedie, parodie na komiksovou literaturu
- Bláznivá střela – série filmů
- Scary Movie – série filmů
- Bláznivý příběh Robina Hooda – americká parodie na film Robin Hood: král zbojníků
- Mazaný Filip – česká divadelní a filmová parodie chandlerovských detektivek s Philem Marlowem
- Žhavé výstřely a Žhavé výstřely 2 – série filmových parodií na americké akční a válečné filmy (Top Gun, Superman, Rambo 3, Hvězdné války nebo Predátor)
- Superhrdina – americká parodie na film Spiderman

literární
- Důmyslný rytíř Don Quijote de la Mancha – dvoudílný renesanční román Miguela Cervantese; parodie na rytířské romány
- Necyklopedie – parodie na Wikipedii

## Dabingová parodie
Kromě hraných parodií (Scary Movie, Bláznivá střela), existují i dabingové parodie, které mají tentýž obraz a postavy jako originál. Mezi známé české dabingové parodie patří:
- Pár Pařmenů – parodie na Pána prstenů
- Henry Proper – parodie na Harryho Pottera
- Filmaři v Karibiku – parodie na Piráty z Karibiku
- Smývání – parodie na Stmívání

Světově nejznámější dabingové parodie se nachází mezi japonskými anime. Ty bývají vydávány spolu s originální sérií v podobě profesionálně nazvučených speciálů. Takovým příkladem může být To Aru Kagaku no Railgun.